# Stor-Renträsket, Västerbotten
Stor-Renträsket är en sjö i Skellefteå kommun och Vindelns kommun i Västerbotten och ingår i Sävaråns huvudavrinningsområde. Sjön har en area på 2,09 kvadratkilometer och ligger 249,2 meter över havet. Sjön avvattnas av vattendraget Sävarån (Lossmenån).

## Delavrinningsområde
Stor-Renträsket ingår i det delavrinningsområde (716529-169195) som SMHI kallar för Utloppet av Stor-Renträsket. Medelhöjden är 258 meter över havet och ytan är 11,93 kvadratkilometer. Räknas de 32 avrinningsområdena uppströms in blir den ackumulerade arean 195,04 kvadratkilometer. Avrinningsområdets utflöde Sävarån (Lossmenån) mynnar i havet. Avrinningsområdet består mestadels av skog (69 procent). Avrinningsområdet har 2,64 kvadratkilometer vattenytor vilket ger det en sjöprocent på 22,1 procent.